# Hallesches Tor (metropolitana di Berlino)
La stazione di Hallesches Tor è una stazione della metropolitana di Berlino, posta all'incrocio fra il tronco comune alle linee U1 e U3 e la linea U6.
È posta sotto tutela documentale (Denkmalschutz).
La stazione della tratta comune alle linee U1 e U3 fu aperta il 18 febbraio 1902 insieme alla prima linea metropolitana (Stammstrecke) da Stralauer Tor a Potsdamer Platz. La stazione sotterranea della linea U6, invece, è stata inaugurata il 30 gennaio 1923 e restaurata nel 1976. Il percorso di interscambio tra le due linee è il più lungo della città di Berlino.

## Servizi
La stazione dispone di:
- Biglietteria
- Scale mobili